# Nick Clements
George N. (Nick) Clements (ur. 5 października 1940 w Cincinnati, w stanie Ohio, zm. 30 sierpnia 2009 w Chatham, w stanie Massachusetts) – amerykański językoznawca, fonolog.

## Życiorys
Kształcił się w New Haven, Paryżu i Londynie. Doktorat w School of Oriental and African Studies na Uniwersytecie Londyńskim uzyskał w 1973 r., za pracę na temat języka ewe, do której prowadził badania terenowe w Ghanie.
W latach 1973–1991 pracował w Cambridge w stanie Massachusetts, w latach 1973–1975 w M.I.T., a w latach 1975–1982 na Uniwersytecie Harvarda (najpierw jako adiunkt (Assistant Professor), następnie jako docent (Associate Professor)).
W roku 1982 przeniósł się do Cornell, gdzie był profesorem językoznawstwa (1982-1986 Associate Professor, 1987-1991 Professor of Linguistics) i dyrektorem laboratorium fonetycznego. W 1992 roku objął stanowisko dyrektora ds badań naukowych (fr.: Directeur de Recherche) w Centre national de la recherche scientifique (C.N.R.S.), w Paryżu, gdzie pracował do śmierci. Był często zapraszany na wykłady gościnne w wielu krajach.
Głównym obszarem zainteresowań badawczych Nicka Clementsa pozostawała fonologia, w szczególności języków Afryki. Jest najbardziej znany jako jeden z najważniejszych badaczy w zakresie teorii sylab, tonów oraz cech dystynktywnych. Jego pionierska praca z 1985 r. „The Geometry of Phonological Features” (opublikowana w 2. numerze Phonology Yearbook, obecnie Phonology) położyła podwaliny pod teorię geometrii cech – od ponad 20 lat standardową teorię reprezentacji w fonologii.

W ostatnich latach życia zajmował się zagadnieniem ogólnych prawidłowości dotyczących zasobów dźwięków (ang. sound inventories) w językach świata.

## Publikacje

### Książki
- G. N. Clements, S. J. Keyser: CV Phonology: a Generative Theory of the Syllable (Linguistic Inquiry Monograph 9). Cambridge, Ma.: MIT Press, 1983. (ang.). Brak numerów stron w książce
- Morris Halle, G. N. Clements: Problem Book in Phonology. Cambridge, Ma.: MIT Press and Bradford Book, 1983. (ang.). Brak numerów stron w książce
- G. N. Clements, J. Goldsmith: Autosegmental Studies in Bantu Tone. Berlin: Mouton de Gruyter, 1984. (ang.). Brak numerów stron w książce

### Inne publikacje
- G. N. Clements. The Geometry of Phonological Features. „Phonology Yearbook”. 2, s. 225–252, 1985. (ang.).
- G. N. Clements: The Role of the Sonority Cycle in Core Syllabification. W: John Kingston, M. Beckman (red.): Papers in Laboratory Phonology I. Cambridge: Cambridge University Press, 1990, s. 283–333. (ang.).
- G. N. Clements i Elizabeth Hume: The Internal Organization of Speech Sounds. W: John Goldsmith (red.): Handbook of Phonological Theory. Oxford: Basil Blackwell, 1995, s. 245–306. (ang.).
- G. N. Clements. Feature Economy in Sound Systems. „Phonology”. 20.3, s. 287–333, 2003. (ang.).
- G. N. Clements & Annie Rialland: Africa as a phonological area. W: A Linguistic Geography of Africa. Cambridge: Cambridge University Press, 2008, s. 36–85. (ang.).